# Line Corporation
 (octobre 2018).
Line Corporation est une entreprise internet et la filiale internationale de Z Holdings Corporation.

## Histoire
Elle a été créée en septembre 2000 sous le nom de NHN Japan. 
En 2016, l'entreprise est entrée en Bourse.
En août 2023, Tencent annonce la fusion de Yahoo Japan avec Line, dans une transaction valorisant l'ensemble à 30 milliards de dollars. À la suite de cette opération, la nouvelle entité sera sous tutelle de Z Holdings Corporation (filiale du groupe Zando) et sera conjointement détenue par Tencent et Naver. Tencent et Naver annoncent acquérir les participations qui ne détient pas encore dans Line Corp.

## Activité
L'entreprise gère divers services centrés sur son produit phare, le Line Messenger, qui est une messagerie instantanée gratuite disponible sur les appareils mobiles et PC. Line compte à peu près 430 millions d'internautes dans le monde. Line est une application de messagerie instantanée et d'appels vocaux et vidéos développée par la compagnie LINE. Elle permet d'échanger des messages texte et de faire des appels sans frais en transmettant l'information sous forme de données. 
Line Corporation gère également la plateforme de curation numérique Naver Matome, le site d'informations complet Livedoor News et le plus grand blog du Japon, Livedoor Blog. D'autres services familiaux comprennent B612, Play, Manga, Nouvelles, Pay, Taxi, Baito et Musique. Le service Line News dépasse les 12 millions d'utilisateurs actifs mensuels et Line Manga compte plus de 11 millions de téléchargements cumulés. Il existe également des jeux de marque Line tels que Line Pop, Line : Disney Tsum Tsum et Line Rangers. 
L'entreprise emploie actuellement 1979 personnes et le siège social est situé à Shinjuku, Tokyo.